# Tatiana Guderzo
Tatiana Guderzo (Marostica, 22 de agosto de 1984) es una deportista italiana que compitió en ciclismo en las modalidades de ruta y pista, campeona mundial en ruta del año 2009.

## Trayectoria
Participó en cuatro Juegos Olímpicos de Verano, entre los años 2004 y 2016, obteniendo una medalla de bronce en Pekín 2008, en la carrera de ruta, y el sexto lugar en Río de Janeiro 2016, en la prueba de pista de persecución por equipos. Disputó las dos pruebas de carretera en los Juegos de Pekín 2008 y en los de Londres 2012.
Ganó tres medallas en el Campeonato Mundial de Ciclismo en Ruta, en la prueba de ruta, plata en 2004, oro en 2009 y bronce en 2018. Además, ganó la clasificación general del Giro de Emilia de 2017. Corrió en diferentes equipos profesionales de categoría UCI Team: MCipollini/Alé Cipollini (2011-2014), Hitec Products (2015-2016 y 2018) y BePink (2018 y 2019).
En pista obtuvo una medalla de bronce en el Campeonato Mundial de Ciclismo en Pista de 2018 y tres medallas en el Campeonato Europeo de Ciclismo en Pista, entre los años 2014 y 2017.

## Medallero internacional
| Juegos Olímpicos   | Juegos Olímpicos    | Juegos Olímpicos  | Juegos Olímpicos |
| Año                | Lugar               | Medalla           | Competición      |
| ------------------ | ------------------- | ----------------- | ---------------- |
| 2008               | Pekín (China)       | Medalla de bronce | Ruta             |
| Campeonato Mundial |                     |                   |                  |
| Año                | Lugar               | Medalla           | Competición      |
| 2004               | Verona (Italia)     | Medalla de plata  | Ruta             |
| 2009               | Mendrisio (Suiza)   | Medalla de oro    | Ruta             |
| 2018               | Innsbruck (Austria) | Medalla de bronce | Ruta             |

| Campeonato Mundial | Campeonato Mundial       | Campeonato Mundial | Campeonato Mundial      |
| Año                | Lugar                    | Medalla            | Competición             |
| ------------------ | ------------------------ | ------------------ | ----------------------- |
| 2018               | Apeldoorn (Países Bajos) | Medalla de bronce  | Persecución por equipos |
| Campeonato Europeo |                          |                    |                         |
| Año                | Lugar                    | Medalla            | Competición             |
| 2014               | Baie-Mahault (Francia)   | Medalla de bronce  | Persecución por equipos |
| 2016               | Saint-Quentin (Francia)  | Medalla de oro     | Persecución por equipos |
| 2017               | Berlín (Alemania)        | Medalla de oro     | Persecución por equipos |

## Palmarés

### Ruta
2004 (como amateur)

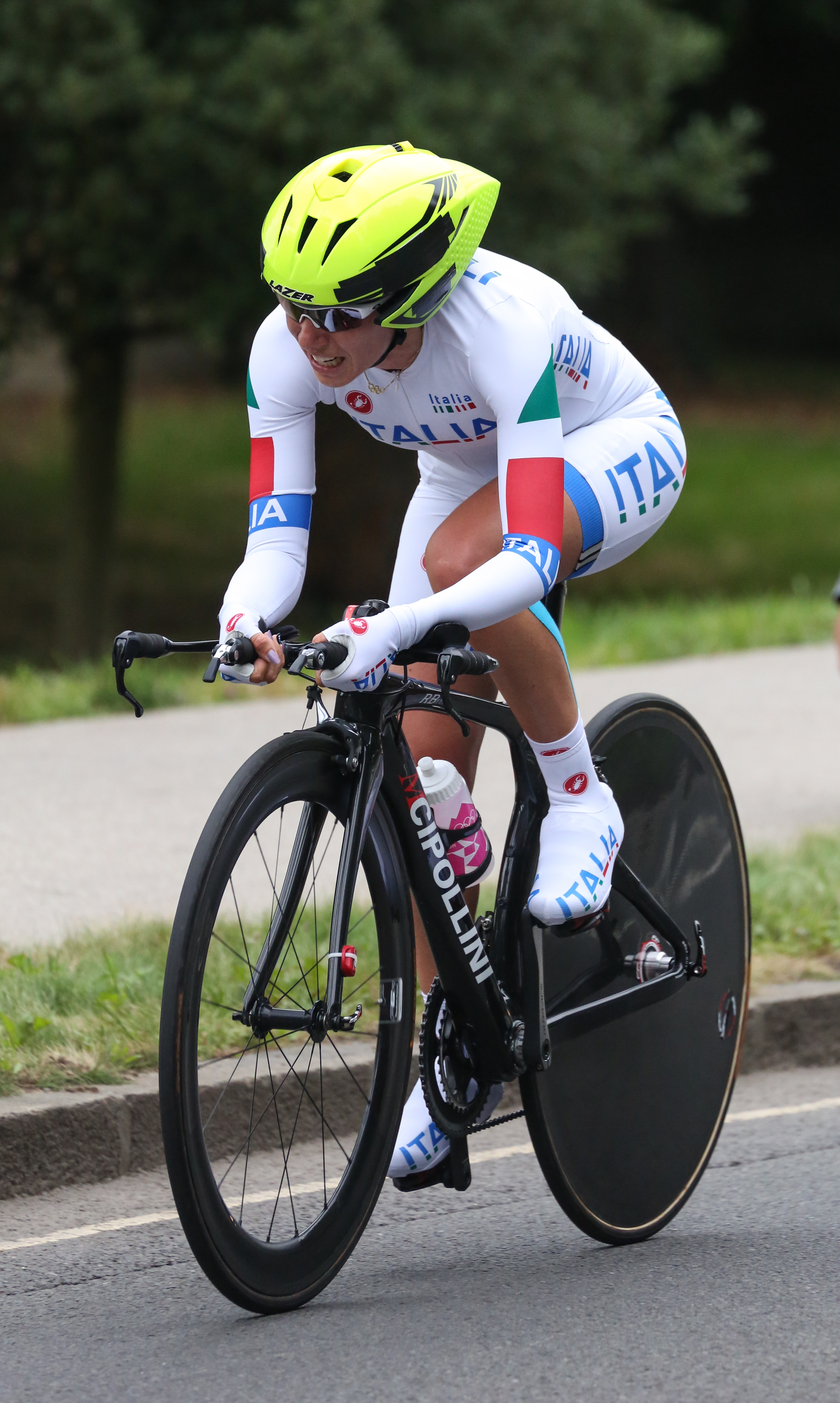
Guderzo, en la contrarreloj de los Juegos Olímpicos de Londres 2012

- Eko Tour Dookola Polski, más 1 etapa
- 2.ª en el Campeonato Mundial en Ruta

2005
- Campeonato de Italia Contrarreloj

2006
- 1 etapa de la Iurreta-Emakumeen Bira
- 2.ª en el Campeonato Europeo Contrarreloj sub-23
- 2.ª en el Campeonato Europeo en Ruta sub-23

2008
- Campeonato de Italia Contrarreloj
- 3.ª en los Juegos Olímpicos en Ruta

2009
- 1 etapa del Giro della Toscana Int. Femminile-Memorial Michela Fanini
- Campeonato Mundial en Ruta

2010
- Campeonato de Italia Contrarreloj
- 3.ª en el Giro de Italia Femenino, más clasificación de las jóvenes

2011
- 2.ª en el Campeonato de Italia en Ruta
- 3.ª en el Campeonato de Italia Contrarreloj

2012
- Campeonato de Italia Contrarreloj

2013
- Campeonato de Italia Contrarreloj
- 2.ª en el Giro de Italia Femenino
- 1 etapa del Tour de Turingia femenino
- 1 etapa del Boels Rental Ladies Tour

2015
- 1 etapa del Tour de la Isla de Zhoushan
- 2.ª en el Campeonato de Italia Contrarreloj

2016
- 2.ª en el Campeonato de Italia Contrarreloj

2017
- Giro de Emilia Femenino

2018
- 3.ª en el Campeonato Mundial en Ruta

2021
- 3.ª en el Campeonato de Italia Contrarreloj
- 2.ª en el Campeonato de Italia en Ruta

### Pista
2011
- Campeonato de Italia Scratch
- 2.ª en el Campeonato de Italia Persecución por Equipos (haciendo equipo con Monia Baccaille y Marta Tagliaferro)

2013
- 3.ª en el Campeonato de Italia Puntuación
- Campeonato de Italia Persecución por Equipos (haciendo equipo con Beatrice Bartelloni, Elena Cecchini y Marta Tagliaferro)

2014
- 2.ª en el Campeonato de Italia Persecución
- Campeonato de Italia Persecución por Equipos (haciendo equipo con Beatrice Bartelloni, Elena Cecchini y Marta Tagliaferro)
- 3.ª en el Campeonato de Italia Omnium
- 3.ª en el Campeonato Europeo Persecución por Equipos (haciendo equipo con Beatrice Bartelloni, Simona Frapporti y Marta Tagliaferro)

2016
- Campeonato Europeo Persecución por Equipos

2018
- 3.ª en el Campeonato Mundial Persecución por Equipos (haciendo equipo con Elisa Balsamo, Letizia Paternoster y Silvia Valsecchi)

## Resultados en Grandes Vueltas y Campeonatos del Mundo
Durante su carrera deportiva consiguió los siguientes puestos en las Grandes Vueltas femeninas y en los Campeonatos del Mundo en carretera:
| Carrera              | Carrera              | 2004 | 2005 | 2006 | 2007 | 2008 | 2009 | 2010 | 2011  | 2012 | 2013 | 2014 | 2015 | 2016 | 2017 | 2018 | 2019 | 2020 | 2021 | 2022 |
| -------------------- | -------------------- | ---- | ---- | ---- | ---- | ---- | ---- | ---- | ----- | ---- | ---- | ---- | ---- | ---- | ---- | ---- | ---- | ---- | ---- | ---- |
|                      | Giro de Italia       | —    | —    | 7.ª  | 5.ª  | 4.ª  | 7.ª  | 3.ª  | 4.ª   | 7.ª  | 2.ª  | 36.ª | —    | 6.ª  | 35.ª | 47.ª | 30.ª | 22.ª | 8.ª  | ―    |
|                      | Tour de l'Aude       | —    | —    | —    | —    | 25.ª | —    | 21.ª | X     | X    | X    | X    | X    | X    | X    | X    | X    | X    | X    | X    |
|                      | Tour de Francia      | —    | —    | —    | —    | —    | —    | X    | X     | X    | X    | X    | X    | X    | X    | X    | X    | X    | X    | —    |
| Mundial en Ruta      | Mundial en Ruta      | 2.ª  | —    | —    | —    | 29.ª | 1.ª  | 24.ª | 108.ª | 79.ª | 7.ª  | 37.ª | 62.ª | 74.ª | 39.ª | 3.ª  | 32.ª | 45.ª | —    | —    |
| Mundial Contrarreloj | Mundial Contrarreloj | 10.ª | —    | —    | —    | —    | 18.ª | 10.ª | —     | —    | —    | —    | —    | —    | —    | —    | —    | —    | —    | —    |

| —: No participó | X: Edición no celebrada |

## Equipos
- Top Girls Fassa Bortolo (2005-2006)
  - Top Girls Fassa Bortolo Hausbrandt Caffe' (2005)
  - Top Girls Fassa Bortolo Raxy Line (2006)
- AA Drink Cycling Team (2007)
- Gauss RDZ Ormu (2008-05.2009)
- S.C. Michela Fanini Record Rox (06.2009-2010)
- Team Valdarno (2010)
- Cipollini (2011-2014)
  - S.C. MCipollini-Giambenini (2011)
  - MCipollini-Giambenini (2012)
  - MCipollini-Giordana (2013)
  - Alé Cipollini (2014)
- Hitec Products (2015-2016)
- Lensworld-Kuota (2017)
- Hitec Products-Birk Sport (2018-06.2018)
- BePink (07.2018-2019)
- Alé BTC Ljubljana (2020-2021)
- Top Girls Fassa Bortolo (2022)